# Michael Rosenbaum
Michael Owen Rosenbaum (Oceanside, New York, 1972. július 11. –) amerikai színész, szinkronszínész.
Legismertebb alakítása a Smallville című televíziós sorozatban Lex Luthor volt, akit 2001 és 2011 között játszott. Először középiskolai darabokban játszott, majd a Western Kentucky Egyetemen drámaszakon végzett. Később változatos szerepekben tűnt fel.

## Filmográfia

### Film
| Év   | Magyar cím                                     | Eredeti cím                             | Szerep                        | Magyar hang      |
| ---- | ---------------------------------------------- | --------------------------------------- | ----------------------------- | ---------------- |
| 1997 |                                                | The Devil & the Angel                   | Ördög                         |                  |
| 1997 |                                                | The Day I Ran Into All My Ex Boyfriends | Bart                          |                  |
| 1997 | Éjfél a jó és rossz kertjében                  | Midnight in the Garden of Good and Evil | George Tucker                 |                  |
| 1998 | Rémségek könyve                                | Urban Legend                            | Parker Riley                  | Markovics Tamás  |
| 1998 |                                                | 1999                                    | Brick                         |                  |
| 2000 |                                                | Eyeball Eddie                           | Skelley                       |                  |
| 2000 | A jövő Batmane: Joker visszatér                | Batman Beyond: Return of the Joker      | Ghoul (hangja)                | Bergendi Áron    |
| 2001 |                                                | Rave Macbeth                            | Marcus                        |                  |
| 2001 | Édes november                                  | Sweet November                          | Brandon / Brandy              | Hujber Ferenc    |
| 2002 | Biliárd életre-halálra                         | Poolhall Junkies                        | Danny                         |                  |
| 2002 | Bővér szálló                                   | Sorority Boys                           | Adam / Adina                  | Szabó Győző      |
| 2003 |                                                | Special                                 | Fred Molinski                 |                  |
| 2003 | Több a sokknál                                 | Bringing Down the House                 | Todd Gendler                  |                  |
| 2005 | Pata-csata                                     | Racing Stripes                          | Hetyke (hangja)               | Szőke Zoltán     |
| 2005 | Vérfarkas                                      | Cursed                                  | Kyle                          | Seszták Szabolcs |
| 2007 |                                                | Cutlass                                 | Háttér Extra                  |                  |
| 2007 | Lejárt lemez                                   | Kickin' It Old Skool                    | Kip                           |                  |
| 2007 | Dragonlance krónikák: Az őszi alkony sárkányai | Dragonlance: Dragons of Autumn Twilight | Tanis Half-Elven (hangja)     | Tokaji Csaba     |
| 2010 | Dupla csapda                                   | Catch .44                               | Brandon                       |                  |
| 2010 |                                                | Father of Invention                     | Eddie                         |                  |
| 2010 |                                                | Ghild                                   | Brauly Gullivan               |                  |
| 2012 | Az Igazság Ligája – Pusztulás                  | Justice League: Doom                    | Barry Allen / Villám (hangja) | Hamvas Dániel    |
| 2012 | Üss vagy fuss!                                 | Hit and Run                             | Gil Rathbinn                  | Papp Dániel      |
| 2014 |                                                | Back in the Day                         | Jim Owens                     |                  |
| 2015 | Az Igazság Ligája: Atlantisz trónja            | Justice League: Throne of Atlantis      | Vándor (hangja)               | Papucsek Vilmos  |
| 2017 | A galaxis őrzői vol. 2.                        | Guardians of the Galaxy Vol. 2          | Martinex                      | Barát Attila     |
| 2018 | A szomszéd                                     | The Neighbor                            | Scott                         |                  |
| 2020 |                                                | DC Showcase: The Phantom Stranger       | Seth (hangja)                 |                  |
| 2023 | A galaxis őrzői: 3. rész                       | Guardians of the Galaxy Vol. 3          | Martinex                      | Barát Attila     |

### Televízió
| Év              | Magyar cím                        | Eredeti cím                       | Szerep                                  | Megjegyzések                                                          |
| --------------- | --------------------------------- | --------------------------------- | --------------------------------------- | --------------------------------------------------------------------- |
| 1998            |                                   | The Tom Show                      | Jonathan Summers                        | 1 epizód                                                              |
| 1999            | Rocket Power                      | Rocket Power                      | sportbemondó (hangja)                   | 1 epizód                                                              |
| 1999–2000       |                                   | Zoe, Duncan, Jack and Jane        | Jack Cooper                             | főszereplő                                                            |
| 1999–2001       | Batman of the Future              | Batman Beyond                     | Terminál / Carter Wilson, Ollie         | 6 epizód magyar hangja Albert Gábor (Terminál) Kapácsy Miklós (Ollie) |
| 2000            | A Thornberry család               | The Wild Thornberrys              | Tom Ravenhearst (hangja)                | 1 epizód                                                              |
| 2000–2004       |                                   | Static Shock                      | Trapper / Speedtrap, The Flash (hangja) | 5 epizód                                                              |
| 2001            |                                   | Power Rangers Lightspeed Rescue   | Olympius (hangja)                       | 1 epizód                                                              |
| 2001–2008, 2011 | Smallville                        | Smallville                        | Lex Luthor                              | főszereplő magyar hangja Seszták Szabolcs                             |
| 2001–2002       |                                   | The Zeta Project                  | West ügynök (hangja)                    | 8 epizód                                                              |
| 2001–2004       | Az igazság ligája                 | Justice League                    | Wally West / The Flash (hangja)         | főszereplő magyar hangja Moser Károly                                 |
| 2003            |                                   | Player$                           | önmaga                                  | 1 epizód                                                              |
| 2004–2006       | Az igazság ligája: Határok nélkül | Justice League Unlimited          | Wally West / The Flash (hangja)         | főszereplő                                                            |
| 2004–2005       | Jackie Chan kalandjai             | Jackie Chan Adventures            | Drago (hangja)                          | 11 epizód                                                             |
| 2005–2007       | Tini titánok                      | Teen Titans                       | gyerek Flash (hangja)                   | 2 epizód                                                              |
| 2005            | Felhőtlen Philadelphia            | It's Always Sunny in Philadelphia | Colin                                   | 1 epizód                                                              |
| 2008            |                                   | PG Porn                           | Charlie Brown                           | 2 epizód                                                              |
| 2009            | Batman: A bátor és a vakmerő      | Batman: The Brave and the Bold    | Holtember (hangja)                      | 1 epizód                                                              |
| 2011–2012       |                                   | Breaking In                       | Dutch Nilbog                            | 8 epizód                                                              |
| 2015–2016       |                                   | Impastor                          | Buddy Dobbs                             | mellékszereplő                                                        |
| 2017            |                                   | Hunted                            | narrátor                                | 8 epizód                                                              |
| 2017            |                                   | Typical Rick                      | Mark                                    | 1 epizód                                                              |
| 2019            | Robotcsirke                       | Robot Chicken                     | Westley (hangja)                        | 1 epizód                                                              |

## Díjai
Smallville
| Díj                                      | Év    | Kategória                               | Eredmény |
| ---------------------------------------- | ----- | --------------------------------------- | -------- |
| Szaturnusz-díj                           | 2002  | legjobb televíziós férfi mellékszereplő | Elnyerte |
| Szaturnusz-díj                           | 2003  | legjobb televíziós férfi mellékszereplő | Jelölve  |
| Szaturnusz-díj                           | 2004  | legjobb televíziós férfi mellékszereplő | Jelölve  |
| Szaturnusz-díj                           | 2005  | legjobb televíziós férfi mellékszereplő | Jelölve  |
| Szaturnusz-díj                           | 2006  | legjobb televíziós férfi mellékszereplő | Jelölve  |
| Cinescape Genre Face of the Future Award | 2002  | férfi színészek                         | Jelölve  |
| Teen Choice Award                        | 2002  | legjobb "tévés haver"                   | Jelölve  |
| Teen Choice Award                        | 2003  | legjobb "tévés haver"                   | Jelölve  |
| Golden Satellite Award                   | [2004 | legjobb mellékszereplő drámasorozatban  | Jelölve  |